# Dick Clement
Richard Clement (Westcliff-on-Sea, Essex, 5 de setembro de 1937) é um cenarista e cineasta inglês.